# Carminativo
Il carminativo è un rimedio che toglie l'aria che si è accumulata nello stomaco e nell'intestino (aerofagia) e lenisce i dolori (detti coliche) da essi derivanti.
I carminativi, in erboristeria, sono:
- il finocchio,
- il carciofo,
- la camomilla,
- il timo,
- la liquirizia,
- la malva,
- l'issopo,
- la zedoaria,
- Il cumino,
- lo zenzero,
- la noce moscata,
- il camedrio comune,
- la cannella,
- la melissa,
- l'olio essenziale di achillea,
- le piante contenenti eugenolo,
- più altri compostaggi (miscele di piante officinali con poteri carminativi).

Esistono inoltre vari farmaci che possono guarire o lenire fenomeni di accumulo di aria (meteorismo) nell'apparato digerente e da coliche da esso derivanti.